# D. B. Weiss
Daniel Brett Weiss (Chicago, 23 aprile 1971) è uno sceneggiatore e scrittore statunitense.

## Biografia
Daniel B. Weiss, meglio noto come D.B. Weiss o Dan Weiss, è nato e cresciuto a Chicago. Si è laureato alla Wesleyan University, ha conseguito un master universitario di filosofia in letteratura irlandese presso il Trinity College a Dublino e un MFA in scrittura creativa presso lo Iowa Writers' Workshop. Vive attualmente a Los Angeles.
Weiss è un appassionato di videogiochi (in particolare di Intellivision); sul tema dei videogiochi Weiss pubblica, nel 2003, il romanzo Lucky Wander Boy.
A partire dal 2009 D.B. Weiss e David Benioff lavorano alla serie televisiva Il Trono di Spade (di cui Weiss è sceneggiatore e produttore esecutivo), tratta dalla serie di romanzi Cronache del ghiaccio e del fuoco di George Raymond Richard Martin.
Per quanto riguarda il cinema, Weiss ha ottenuto l'incarico di scrivere la sceneggiatura di un prequel del film Io sono leggenda.

## Opere
- Lucky Wander Boy (2003)

## Filmografia

### Sceneggiatore
- Il Trono di Spade (Game of Thrones) – serie TV (2011-2019)
- C'è sempre il sole a Philadelphia (It's Always Sunny in Philadelphia) – serie TV, episodio 9x08 (2013)
- Il problema dei 3 corpi (3 Body Problem) - serie TV (2024-in corso)

### Produttore esecutivo
- Il Trono di Spade (2011-2019)

## Riconoscimenti

### Premio Emmy
- 2019:
  - Miglior serie televisiva drammatica
  - Candidatura per miglior sceneggiatura per una serie drammatica assieme a David Benioff per Il Trono di Spade
- 2018:
  - Candidatura per miglior serie televisiva drammatica
  - Candidatura per miglior sceneggiatura per una serie drammatica assieme a David Benioff per Il drago e il lupo
- 2016:
  - Miglior serie televisiva drammatica
  - Miglior sceneggiatura per una serie drammatica assieme a David Benioff per l'episodio La battaglia dei bastardi
- 2015:
  - Miglior serie televisiva drammatica
  - Miglior sceneggiatura per una serie drammatica assieme assieme a David Benioff per Madre misericordiosa
- 2014:
  - Candidatura per miglior serie televisiva drammatica
  - Candidatura per miglior sceneggiatura per una serie drammatica assieme assieme a David Benioff per I Figli della Foresta
- 2013:
  - Candidatura per miglior serie televisiva drammatica
  - Candidatura per miglior sceneggiatura per una serie drammatica assieme a David Benioff per l'episodio Le piogge di Castamere
- 2012:
  - Candidatura per miglior serie televisiva drammatica
- 2011:
  - Candidatura per miglior serie televisiva drammatica
  - Candidatura per miglior sceneggiatura per una serie drammatica assieme assieme a David Benioff per l'episodio La confessione

### Writers Guild of America Award
- 2012 – Candidatura per la Miglior serie drammatica per Il Trono di Spade
- 2013 – Candidatura per la Miglior serie drammatica per Il Trono di Spade
- 2014 – Candidatura per Miglior episodio di una serie tv drammatica assieme a David Benioff per Il leone e la rosa
- 2015:
  - Candidatura per la Miglior serie drammatica per Il Trono di Spade
  - Candidatura per Miglior episodio di una serie tv drammatica assieme a David Benioff per Madre misericordiosa
- 2016 – Candidatura per la Miglior serie drammatica per Il Trono di Spade
- 2017:
  - Candidatura per la Miglior serie drammatica per Il Trono di Spade
  - Candidatura per Miglior episodio di una serie tv drammatica assieme a David Benioff per I venti dell'inverno
- 2018 – Candidatura per la Miglior serie drammatica per Il Trono di Spade